# Pertti Karkama
Pertti Juhani Karkama, född 19 januari 1936 i Uleåborg, död 10 mars 2022 i Tavastehus, var en finländsk litteraturvetare. 
Karkama blev filosofie doktor 1972. Han var 1973–1978 docent och 1978–1987 professor i litteraturteori vid Uleåborgs universitet samt 1988–1999 professor i inhemsk litteratur vid Åbo universitet. Han har forskat i finsk litteraturhistoria, främst om Runeberg, Snellman och Lönnrot, samt kring litteratur- och kulturteori. Bland hans arbeten märks ett omfattande verk om Elias Lönnrot, som utkom 2002.